# Narcisse-Fortunat Belleau
Pour les articles homonymes, voir Belleau.
Narcisse-Fortunat Belleau, né le 20 octobre 1808 à Sainte-Foy et mort le 14 septembre 1894 à Québec, est un avocat, homme d'affaires et homme politique québécois. Il est maire de Québec, dernier premier ministre du Canada-Uni et premier lieutenant-gouverneur du Québec.

## Biographie

### Jeunesse

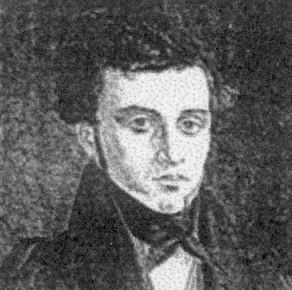
Narcisse-Fortunat Belleau dans les années 1830.

Narcisse-Fortunat Belleau est né le 20 octobre 1808 à Québec, dans le Bas-Canada. Il est le fils de Gabriel Belleau, un fermier, et de Marie-Renée Hamel. De 1818 à 1827, il fait ses études classiques au Petit séminaire de Québec. Il fait son stage de clerc en droit en avril 1827 auprès de Joseph-François Perrault et d'Edward Burroughs. Il le poursuit ensuite chez André-Rémi Hamel pour finalement devenir avocat le 26 septembre 1832. Il se marie avec Marie-Reine-Josephte Gauvreau le 13 septembre 1835. Le couple s'installe sur la rue Saint-Louis où Belleau fait la pratique du droit.

### De député à premier ministre

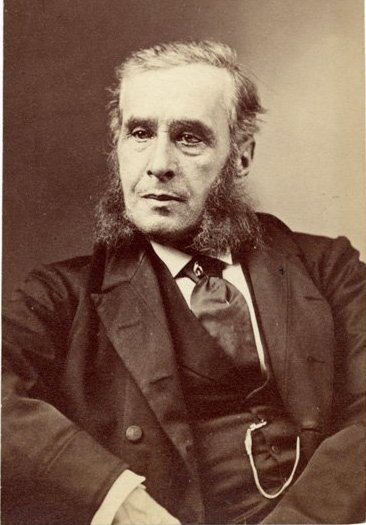
Vers 1880

En 1848, il est candidat pour le Parti réformiste dans Portneuf mais ne réussit pas à se faire élire. Il devient cette année-là administrateur de la Banque de Québec, fonction qu'il occupera jusqu’en 1893. Le 9 février 1848, il rejoint le conseil municipal de Québec en tant que représentant du quartier Saint-Jean. Du 11 février 1850 au 4 février 1853, il est maire de Québec. Pendant son mandat, il œuvre à la construction de systèmes d'égouts et d'aqueducs, dont le premier aqueduc de la ville qui courait le long de ce qui est aujourd'hui la Rue de l'Aqueduc.
Le 23 octobre 1852, il est nommé au Conseil législatif de la province du Canada. En 1854, il reçoit le titre de conseiller de la reine et en 1857, celui de bâtonnier. Il est nommé président du Conseil le 26 novembre 1857, fonction qui en fait aussi un membre du Conseil exécutif. Il est brièvement ministre de l'Agriculture et des Statistiques en 1862. En 1865, il appuie le projet d'une Confédération canadienne. À la suite de la mort d'Étienne-Paschal Taché, il est nommé premier ministre du Canada-Est. Il gouverne donc conjointement le Canada-Uni avec John A. Macdonald jusqu'à la création du Canada le 1er juillet 1867.

### Lieutenant-gouverneur
On le nomme alors au nouveau poste de lieutenant-gouverneur du Québec. Il devient également sénateur de Stadacona à partir du 23 octobre 1867 mais démissionne après quelques jours.
Le 11 février 1873, il termine son mandat de lieutenant-gouverneur. Il refuse un siège au Sénat du Canada. De 1885 à 1890, il est administrateur du Québec.
Il meurt le 14 septembre 1894 à Québec. Il est inhumé dans la chapelle des Ursulines de Québec.

## Distinctions
- Chevalier (1860) puis Commandeur (1879) de l'ordre de Saint-Michel et Saint-Georges (1860)
- Commandeur grand officier de l'ordre d'Isabelle la Catholique (1871)

## Hommages
La rue Narcisse-Belleau est nommée en son honneur, en 2006, dans la ville de Québec.

## Héraldique
| Je veille |
| --------- |

| L'écu de Narcisse-Fortunat Belleau se blasonne ainsi : D'azur au chevron d'or, accompagné de trois chouettes de sable deux et un. |